# 110.ª Brigada de Fusileros Motorizados de la Guardia
La 110.ª Brigada de Fusileros Motorizados independientes de la Guardia (en ruso: 110-я отдельная гвардейская мотострелковая бригада), antiguo Guardia Republicana RPD (en ruso: Республиканская гвардия ДНР), es una forma unidad de élite de las Fuerzas separatistas rusas del Donbás de la República Popular de Donetsk (RPD). Sirviendo como un elemento bajo el 1er Cuerpo de Ejército del Ministerio de Defensa de la RPD, tiene la tarea de defender sus territorios asignados utilizando componentes de reacción rápida, reconocimiento y spetsnaz.
El Guardia Republicana estaba comandado por el mayor general Ivan Kondratov, quien fue arrestado en septiembre de 2018.

## Historia
Fue creado por el líder de la RPD, Aleksandr Zajárchenko, el 12 de enero de 2015. El 15 de agosto de 2015, la Guardia Republicana quedó subordinada al Primer Cuerpo de Ejército del Ministerio de Defensa de la RPD. Recibió su estandarte de batalla el 18 de septiembre de 2015.

## Organización
Suman más de 3.000 combatientes y se compone de seis batallones.
Muchas unidades de la Guardia Republicana habían sido reformadas en 2016 en la Brigada Mecanizada Separada 100 (en ruso: 100-я отдельная мотострелковая бригада «Республиканская гвардия»). El ДНР apoya a la Compañía Varyag.

## Batallas
Participó en la batalla de Marinka.
En la batalla de Avdiivka de enero de 2017, las pérdidas del 1.er Batallón de la 100.a Brigada se estimaron en nueve muertos y hasta treinta heridos, entre los cuales se encontraba Ivan Balakay, un combatiente apodado "griego".